# 19 Part One: Boot Camp
19 Part One: Boot Camp es un videojuego creado por Cascade Games en 1988. Salió para Commodore 64 y ZX Spectrum.
La inspiración del videojuego proviene del videojuego recreativo Combate School y la canción 19 de Paul Hardcastle, que trata sobre la Guerra de Vietnam.
El jugador controla a un soldado en varios escenarios de entrenamiento, incluyendo carreras de obstáculos, prácticas de tiro y conducción de Jeep.

## Jugabilidad
El videojuego se basa en 4 niveles:
- Nivel 1: Es una carrera de asalto. El jugador debe ganar velocidad pulsando la palanca direccional (o pulsando el joystick hacia la derecha), y acto después pulsar el botón de acción para restablecer la energía.

- Nivel 2: Es una prueba de tiro. El objetivo es disparar a los soldados enemigos que van apareciendo, y tratar de no disparar a las mujeres y a los niños. Por cada soldado eliminado el jugador gana 50 puntos, y por abatir a una mujer o a un niño se pierden 1.000 puntos.

- Nivel 3: Es una prueba de conducción. Con la vista del jugador tras el coche, el objetivo es correr a lo largo de la pista. Los obstáculos se deben evitar, pero hay una variedad de diversos objetos, como cajas de munición o bidones, que al cogerlos se ganan puntos extra.

- Nivel 4: Es un beat 'em up, en el que el jugador debe abatir el Master Sergeant (llamado' Sargeant en el videojuego) en un tiempo limitado.

## Crítica
Las críticas fueron generalmente positivas. CRASH premió al videojuego como el CRASH Smash con un 91%, Sinclair User le puso un 8/10 y Your Sinclair un 7/10.

## Secuela
Se planeó hacer una continuación, 19 Part 2: Combate Zone, que tomaba las acciones en una zona de combate real. Los jugadores podían practicar en la Parte 1 y entonces podían guardar su resultado y su personaje para que fuera cargado en la segunda parte.